# إدوارد راسيل (سياسي)
إدوارد راسيل (بالإنجليزية: Edward Russell) هو نقابي وسياسي أسترالي، ولد في 10 أغسطس 1878 بوارنامبول في أستراليا، وتوفي في 18 يوليو 1925 في أستراليا. حزبياً، نشط في حزب العمال الأسترالي. وقد انتخب عضو مجلس الشيوخ الأسترالي ‏ عن دائرة فيكتوريا (1 يوليو 1907 – 18 يوليو 1925).